# Övre Nyckeltjärnen
Övre Nyckeltjärnen är en sjö i Borlänge kommun i Dalarna och ingår i Dalälvens huvudavrinningsområde.